# NGC 2139
NGC 2139 este o emission-line galaxy⁠(d) situată în constelația Iepurele. A fost descoperită în 1784 de către William Herschel. Se află la o distanță de 36,98 de megaparseci de Pământ.